# Капуан (лунный кратер)
Кратер Капуан (лат. Capuanus) —крупный древний ударный кратер в южной части Болота Эпидемий на видимой стороне Луны. Название присвоено в честь итальянского астронома Франческо Капуано ди Манфредония (XV век) и утверждено Международным астрономическим союзом в 1935 г. Образование кратера относится к нектарскому периоду.

## Описание кратера

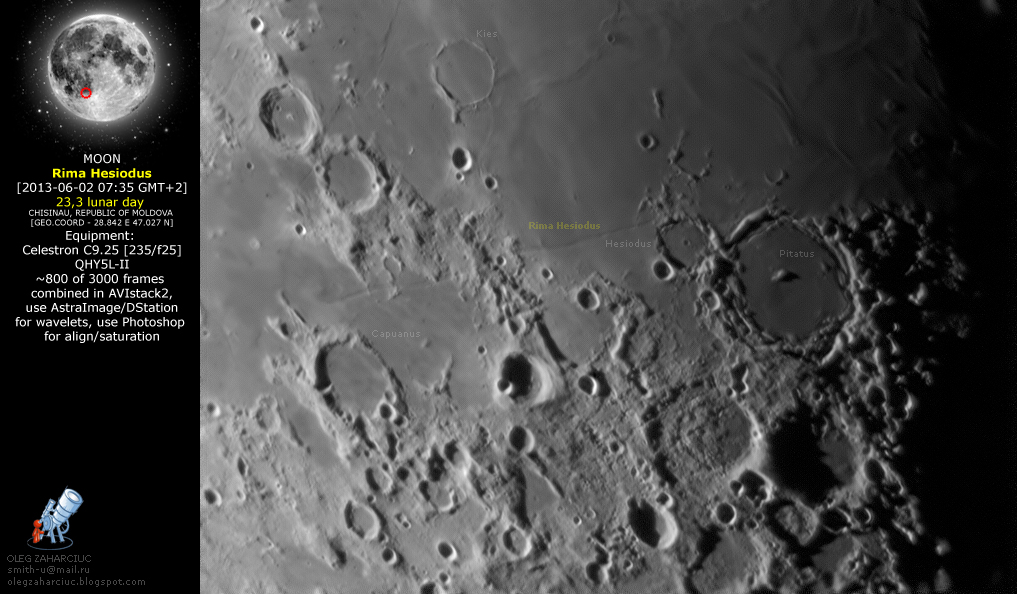
Окрестности кратера Капуан. Снимок Олега Захарчука.

Ближайшими соседями кратера являются кратер Рамсден на западе-северо-западе; кратер Март на северо-западе; кратер Меркатор на севере; кратер Чекко д’Асколи на востоке; кратер Хайдингер на юге-юго-востоке и кратер Элгер на юго-западе. На западе от кратера Капуан располагаются борозды Рамсдена, на северо-востоке борозда Гесиода, на юге Озеро Благоговения. Селенографические координаты центра кратера 34°05′ ю. ш. 26°44′ з. д. / 34,09° ю. ш. 26,73° з. д., диаметр 59,7 км, глубина 1,6 км.
Кратер имеет близкую к циркулярной форму, значительно разрушен за длительное время своего существования. Вал слегка сглажен, перекрыт множеством кратеров различного размера, максимальной высоты 2400 м достигает в западной части, в северо-восточной части лишь слегка выступает над поверхностью Болота Эпидемий. В юго-восточной части вал перекрыт парой небольших кратеров, в северо-восточной прорезан сдвоенной парой маленьких кратеров, в южной части целостность вала нарушена несколькими долинами и понижениями местности. Объём кратера составляет около 2 933 км3. Дно чаши ровное, испещрено множеством мелких кратеров, затоплено базальтовой лавой, отмечено несколькими светлыми лучами. В чаше кратера находятся несколько куполов предположительно щитовых вулканов.

## Сателлитные кратеры
| Капуан | Координаты                                            | Диаметр, км |
| ------ | ----------------------------------------------------- | ----------- |
| A      | 34°41′ ю. ш. 25°42′ з. д. / 34,69° ю. ш. 25,7° з. д.  | 13          |
| B      | 34°19′ ю. ш. 27°44′ з. д. / 34,32° ю. ш. 27,73° з. д. | 10,8        |
| C      | 34°53′ ю. ш. 25°19′ з. д. / 34,88° ю. ш. 25,31° з. д. | 10,3        |
| D      | 36°26′ ю. ш. 26°19′ з. д. / 36,44° ю. ш. 26,32° з. д. | 21          |
| E      | 37°32′ ю. ш. 27°10′ з. д. / 37,54° ю. ш. 27,17° з. д. | 28,3        |
| F      | 36°58′ ю. ш. 26°43′ з. д. / 36,97° ю. ш. 26,71° з. д. | 7           |
| H      | 39°24′ ю. ш. 27°16′ з. д. / 39,4° ю. ш. 27,27° з. д.  | 4,4         |
| K      | 37°55′ ю. ш. 26°34′ з. д. / 37,91° ю. ш. 26,56° з. д. | 8,2         |
| L      | 38°20′ ю. ш. 26°25′ з. д. / 38,34° ю. ш. 26,41° з. д. | 11,5        |
| M      | 37°30′ ю. ш. 25°41′ з. д. / 37,5° ю. ш. 25,68° з. д.  | 6,4         |
| P      | 35°26′ ю. ш. 28°35′ з. д. / 35,44° ю. ш. 28,59° з. д. | 68,5        |

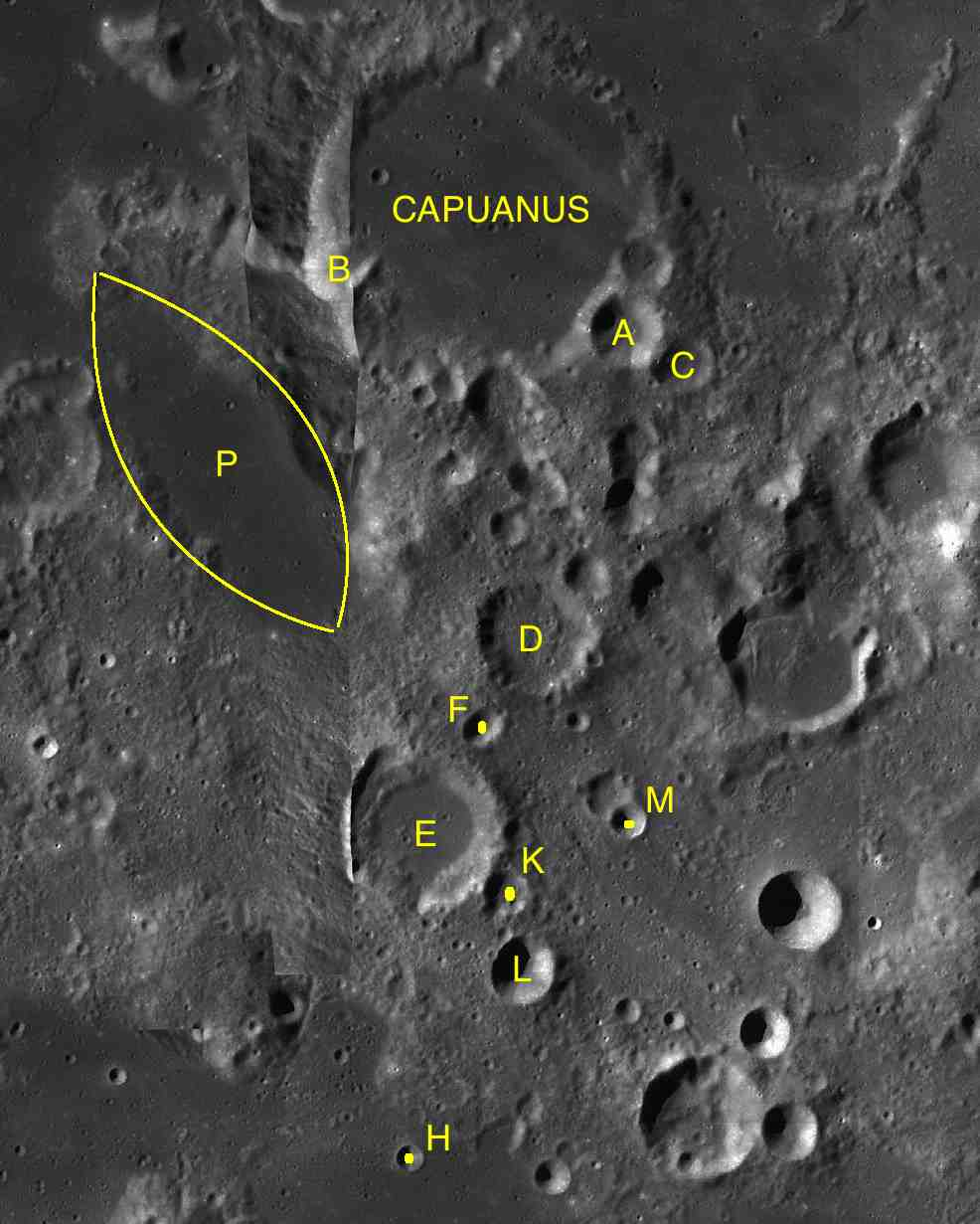
Фрагмент карты LAC-111.

- Сателлитный кратер Капуан L включен в список кратеров с темными радиальными полосами на внутреннем склоне Ассоциации лунной и планетарной астрономии (ALPO)[6].

## См.также
- Список кратеров на Луне
- Лунный кратер
- Морфологический каталог кратеров Луны
- Планетная номенклатура
- Селенография
- Минералогия Луны
- Геология Луны
- Поздняя тяжёлая бомбардировка